# Amphiporus rubropunctus
Amphiporus rubropunctus är en djurart som tillhör fylumet slemmaskar, och som beskrevs av McCaul 1963. Amphiporus rubropunctus ingår i släktet Amphiporus och familjen Amphiporidae. Inga underarter finns listade i Catalogue of Life.